# Celbridge
Celbridge (Cill Droichid em irlandês) é uma cidade da Irlanda e é situada no condado de Kildare. A cidade é banhada pelo rio Liffey e possui 20.000 habitantes (censo de 2002).